# Łopuszka Wielka (przystanek kolejowy)
Łopuszka Wielka – wąskotorowy przystanek osobowy Przeworskiej Kolei Dojazdowej na terenie Siedleczki, w gminie Kańczuga, w powiecie przeworskim, w województwie podkarpackim, w Polsce. 
Został otwarty 8 września 1904 roku razem z wąskotorową linią kolejową z Przeworska do Dynowa. W sezonie letnim obsługuje ruch turystyczny.